# Mojo (Zeitschrift)
Mojo ist eine britische Musikzeitschrift der Bauer Media Group. Sie kam erstmals im November 1993 auf den Markt und erscheint monatlich. Darüber hinaus erscheinen Sonderausgaben, die sich einem bestimmten Künstler oder Themen widmen. Sie ist eines der wichtigsten Musikmagazine in englischer Sprache, das sich mit Pop- und Rockmusik auch jenseits der Charts befasst und eine ältere Leserschaft anspricht. Sie ist weltweit erhältlich und wird auch von vielen Musikliebhabern u. a. in Deutschland gelesen, wo sie im Bahnhofsbuchhandel sowie per Abonnement zu beziehen ist.

## Geschichte
Mit dem Erfolg des Magazins Q suchten die Herausgeber Emap nach einem Titel, ähnlich wie die Zeitschrift Rolling Stone, der das steigende Interesse an klassischer Rockmusik der 1960 und 1970er Jahre bedient. Der Ursprung des Titels bezieht sich auf den bekannten Song von Muddy Waters Got My Mojo Working. 
Die ersten Coverstars waren Bob Dylan und John Lennon. Die umfassende Darstellung der Geschichte populärer Interpreten wie auch weniger bekannten bzw. verkaufsträchtigen Musikinterpreten erwies sich als erfolgreich und zog Zeitschriften wie Blender und Uncut mit ähnlichem Konzept nach sich. 2004 wurde die Mojo Honours List eingeführt, eine Preisverleihung, die auf Urteilen der Kritiker und Leser beruht.

## Autoren
Zu den Autoren, die für Mojo geschrieben haben, zählen bekannte Musikkritiker wie u. a. Greil Marcus, Simon Reynolds und Jon Savage. Als Gast-Editor fungierten Musiker wie David Bowie oder (für die 200. Ausgabe im Juli 2010) Tom Waits.

## Themen
Aufmacher sind oft klassische Rock-Acts wie die The Beatles, Bob Dylan und Led Zeppelin. Jedoch werden ebenso neue Musiker und Bands besprochen, die (noch) nicht in den Charts sind und nicht notwendigerweise Mainstream-Musik spielen, so etwa die White Stripes.

## CD
Seit einiger Zeit erscheint das Heft auch mit einer Beilagen-CD, auf der entweder Stücke diverser bekannter oder unbekannter Künstler zu finden sind. Die CD kann jedoch aus urheberrechtlichen Gründen bei Abonnenten außerhalb Großbritanniens (teilweise) nicht mitgesandt werden.